# Arius leptaspis
Arius leptaspis és una espècie de peix de la família dels àrids i de l'ordre dels siluriformes.

## Morfologia
Els mascles poden assolir els 60 cm de llargària total.

## Distribució geogràfica
Es troba al nord d'Austràlia i a la part meridional central de Nova Guinea.